# Уктусский мост
Укту́сский мост (Мост через реку Патрушиха) — мост, построенный в 1857 году, расположенный на улице Щербакова города Екатеринбург, проложенный через реку Патрушиха.

## Географическое положение
Мост расположен по улице Щербакова, у переулка Дунитовского в Екатеринбурге, в устье реки Патрушиха при впадении её в реку Исеть. Мост соединяет микрорайон Уктус с центром города.

## История создания
Уктусский мост — народное название, официально объект числится как Мост через реку Патрушиху.
Строительство моста началось осенью 1856 года, когда была спущена вода из заводского пруда Уктусского завода, на месте бывшего деревянного моста, соединяющего Уктус с центром города Екатеринбург по Челябинского тракту. Чертёж и смету подготовил екатеринбургский архитектор Андрей Спиринг, спроектировавший в 1845 году каменную набережную Городского пруда со стороны Дома главного горного начальника (ныне Областная больница № 2). Мост был построен 28 июня 1857 года.

## Архитектура
Мост имеет три массивных цилиндрических свода, которые опираются на два быка и береговые устои. Контрфорсы, выложенные из гранитного плитняка, укрепляют конструкцию и обогащают композицию моста. Облицовочным камнем выложена арка свода, а сам мост выложен из бутового камня. Ограждения были утрачены.

## Памятник
Постановлением Правительства Свердловской области № 859-ПП от 28.12.2001 года мост был поставлен на государственную охрану как памятник градостроительства и архитектуры регионального значения.

## Галерея

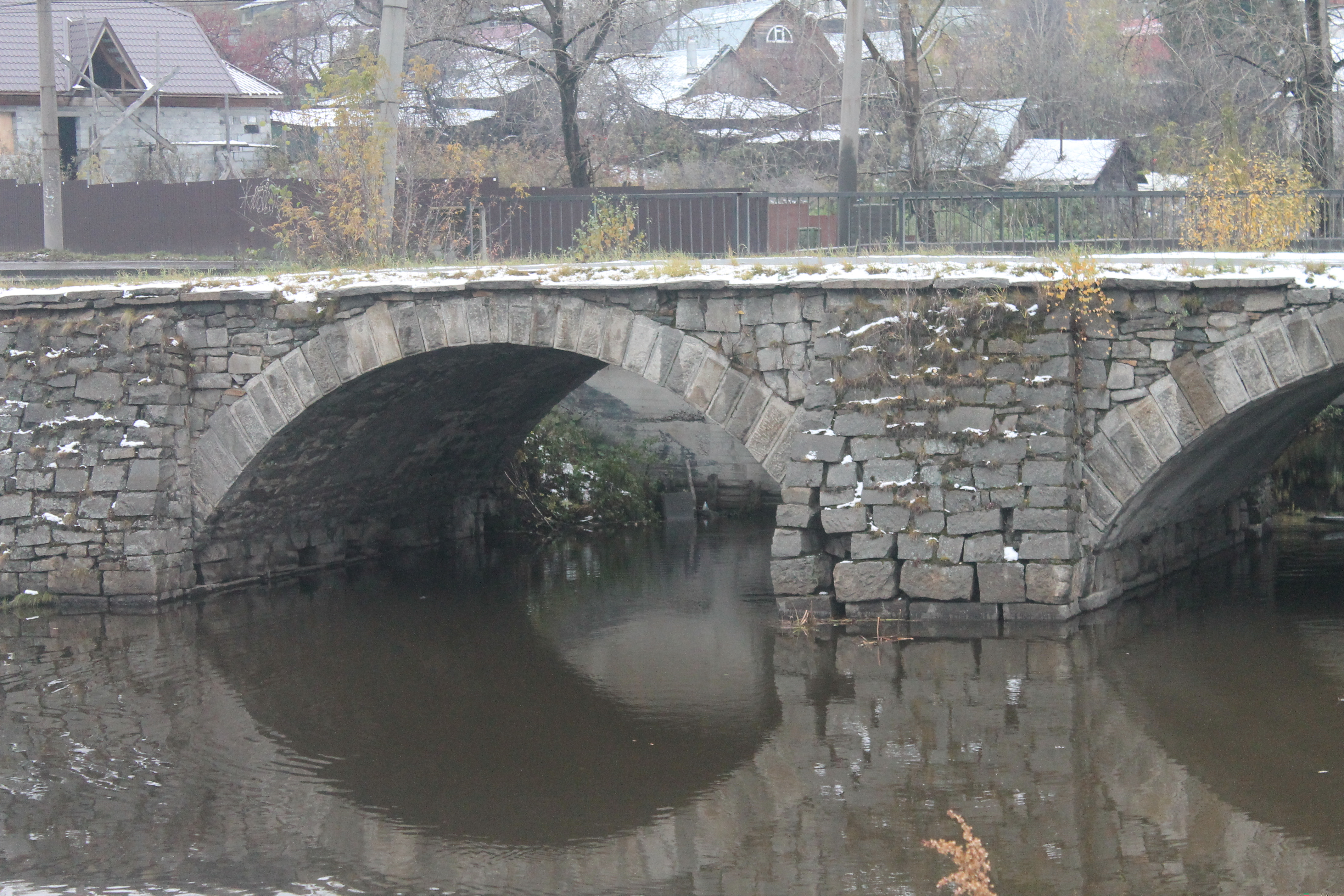
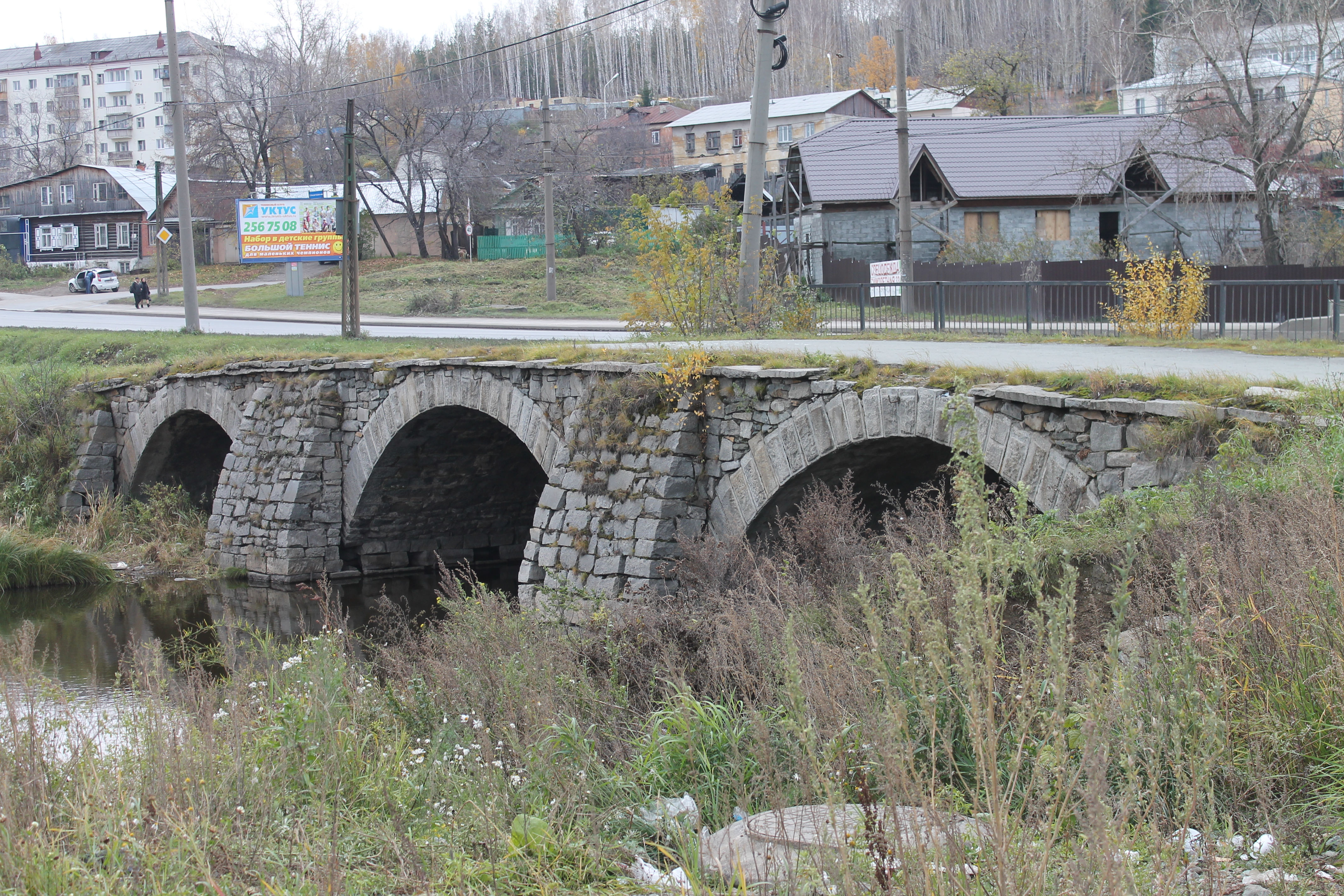
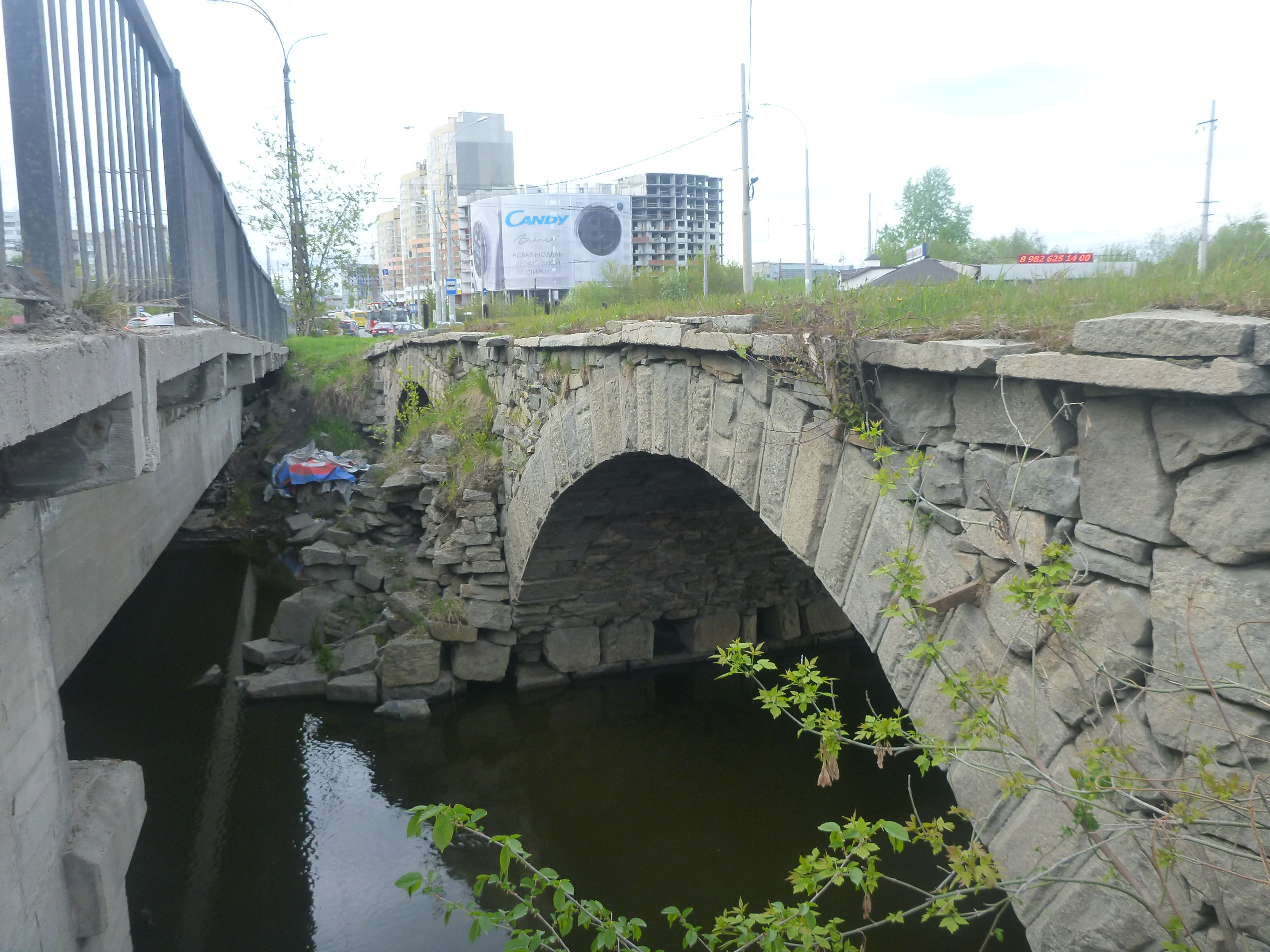
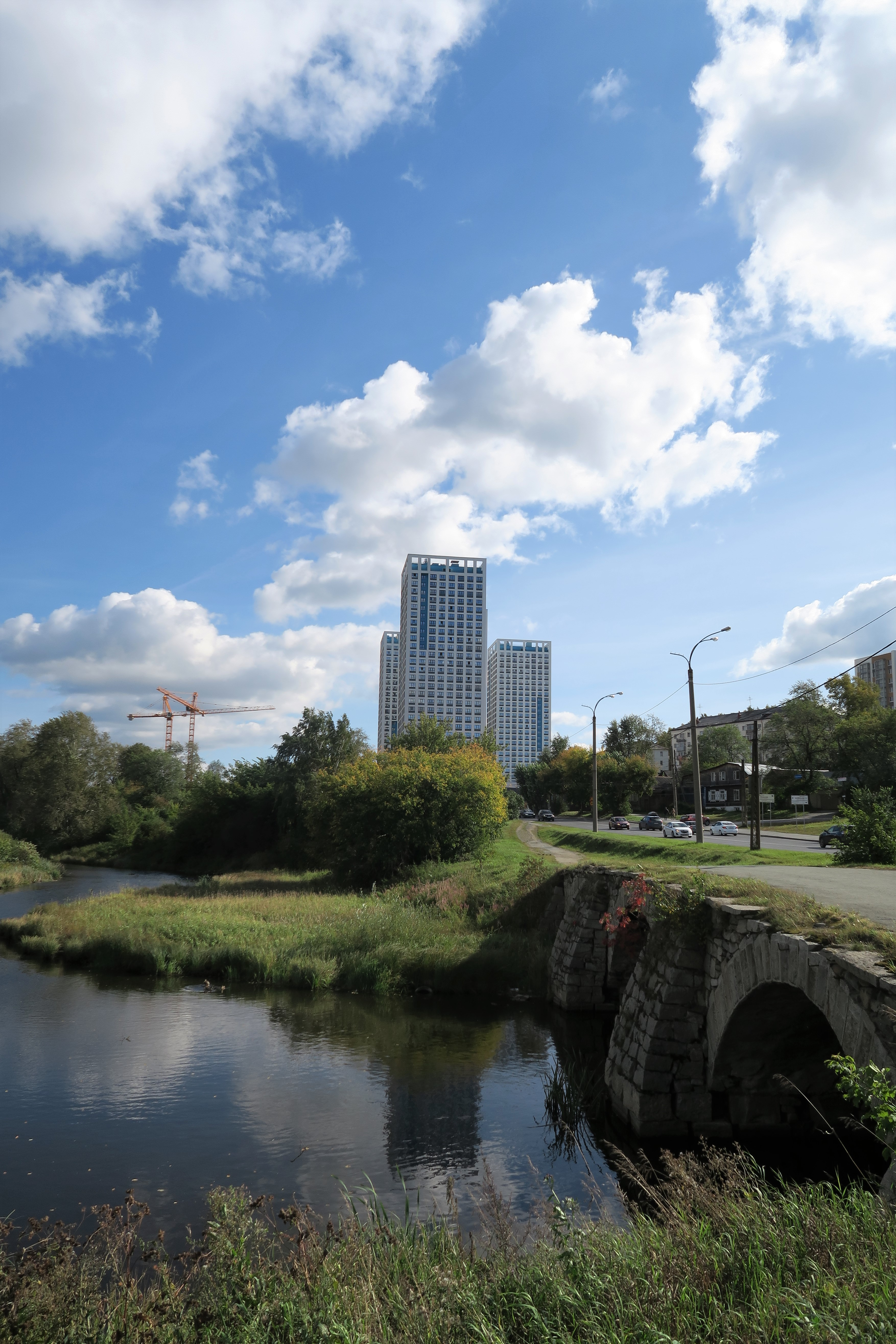